# Blacy (Yonne)
Blacy település Franciaországban, Yonne megyében. Lakosainak száma 99 fő (2022. január 1.). Blacy Annoux, Angely, L’Isle-sur-Serein, Massangis, Montréal és Thizy községekkel határos.

## Népesség
A település népességének változása:
| Lakosok száma | 107  | 105  | 103  | 102  | 100  | 99   | 98   | 99   |
|               | 2013 | 2015 | 2017 | 2018 | 2019 | 2020 | 2021 | 2022 |